# УТЭП Майнерс (баскетбол)
УТЭП Майнерс (англ. UTEP Miners) — баскетбольная команда, представляющая Техасский университет в Эль-Пасо в первом баскетбольном мужском дивизионе NCAA. Располагается в Эль-Пасо (штат Техас). Команда выступает в конференции США (C-USA), а домашние матчи проводит в «Дон Хаскинс-центре».
В 1966 году, когда университет ещё назывался Техас Вестерн, команда стала чемпионом NCAA, победив в финале турнира Кентукки со счётом 72:65. Эта победа считается одной из самых важных в истории американского студенческого спорта, так как она стала первой командой, выигравшей чемпионский титул, в составе которой было пять афроамериканцев. В команде Кентукки не было ни одного чернокожего баскетболиста. Этой победе была посвящена книга «Walls Came Tumbling Down» Френка Фитцпатрика, а в 2006 году студия Disney сняла фильм «Игра по чужим правилам».
В 2007 году команда сезона 1966 года была введена в Зал славы баскетбола.

## Дон Хаскин-центр
Домашней ареной «УТЭП Майнерс» является «Дон Хаскин-центр», вместимость которого составляет 12 222 человека. Эта арена считается одной из самых тяжёлых для игры гостевых команд, так как трибуны расположены очень близко к площадке, а студенческий сектор находится рядом со скамейкой запасных гостей.

## Закреплённые номера
- Тим Хардуэй — 10[2]
- Нейт Арчибальд — 14
- Бобби Джо Хилл — 14
- Джим Барнс — 45
- Нолан Ричардсон — 42
- Гарри Флурной — 44
- Дэйв Лэттин — 43
- Вилли Кейджер — 10
- Тимоти Кларк — 7
- Джерри Армстронг — 52

## Достижения
- Чемпион NCAA: 1966
- Полуфиналист NCAA: 1966
- Четвертьфиналист NCAA: 1966
- 1/8 NCAA: 1964, 1966, 1967, 1992
- Участие в NCAA: 1963, 1964, 1966, 1967, 1970, 1975, 1984, 1985, 1986, 1987, 1988, 1989, 1990, 1992, 2004, 2005, 2010
- Победители турнира конференции: 1984, 1986, 1989, 1990, 2005
- Победители регулярного чемпионата конференции: 1970, 1983, 1984, 1985, 1986, 1987, 1992, 2004, 2010